# 厦门市槟榔中学
厦门市槟榔中学（英语：Xiamen Binglang Middle School）位于厦门市岛内的筼筜湖南端，（24°29′01.49″N，108°06′16.97″E）。建于1990年，是一所三年制（七至九年级）中等学校，学生约2000人(每个年段六百余人)，教师约100人。该校拥有250米的塑胶跑道和篮球场，建筑分为教学楼，办公楼和综合楼三栋。其中教学楼在北侧，又分为北楼和南楼,而办公楼与综合楼则在南侧(中间是塑胶跑道)。综合楼中有化学和生物实验室，图书馆，美术和劳技教室以及信息技术教室。该校获得过十多次"教学质量优秀奖"。。2009年，荣获福建省传统体育学校。